# Danserindebrønden
Danserindebrønden er en statuegruppe i Helsingør i Danmark, som er udført af den danske billedhugger Rudolph Tegner på bestilling af brygger Carl Jacobsen. Statuegruppen viser tre unge piger, der glædesdanser på kanten af en brønd, og er placeret i et lille haveanlæg på hjørnet af Kronborgvej og Allégade.

## Historie
Bryggeren og kunstmæcenen Carl Jacobsen ønskede i starten af 1900-tallet at sætte et monument for Den Kongelige Ballet, der skulle vise de tre danserinder Elna Jørgen-Jensen, Emilie Smith og Grethe Ditlevsen. Tre kunstnere blev i 1910 bedt om at udarbejde udkast til monumentet: Rudolph Tegner, Edvard Eriksen og Carl Bonnesen, og Tegner fik opgaven.
Statuen blev opsat i parterrehaven ved Rosenborg Slot i Kongens Have i København den 6. juni 1913. Bassinet til Danserindebrønden blev udført af arkitekten Hack Kampmann. I 1915 blev monumentet flyttet til plænen ved Sølvgade, stadig i Kongens Have.
Rudolph Tegner var utilfreds med placeringerne i Kongens Have og tog initiativ til, at Danserindebrønden i oktober 1933 blev flyttet til Helsingør. Her blev den placeret på hjørnet af Kronborgvej og Allégade med et omgivende haveanlæg udført af landskabsarkitekten G.N. Brandt. I 1941 blev monumentet flyttet endnu en gang, da det blev rykket 25 meter til sin nuværende plads i forbindelse med en udvidelse af Helsingør Skibsværft.

## Beskrivelse
Statuegruppen viser tre unge piger, der glædesdanser på kanten af en brønd. Både pigerne og brønden er støbt i bronze. Navnene på de tre danserinder er indgraveret på kanten af brønden.